# Leva aethiopica
Leva aethiopica är en insektsart som beskrevs av Bolívar, I. 1922. Leva aethiopica ingår i släktet Leva och familjen gräshoppor. Inga underarter finns listade i Catalogue of Life.